# Огюст и Эжени Мане, родители художника
«Огюст и Эжени Мане, родители художника» — двойной портрет, который создал французский художник Эдуар Мане (1832—1883). Портрет изображает родителей Мане, Огюста Мане (1797—1862) и Эжени Дезире Фурнье (1811—1895). Впервые картина была выставлена на Парижском салоне 1861 года вместе с другой картиной Моне «Испанский гитарист». Первоначально она принадлежала брату художника Эжену Мане, а затем перешла к жене Эрнеста Руара Жюли Мане.

## Описание
В этом портрете Мане делает уступки буржуазной добропорядочности. Глава семьи сидит у стола, а жена вежливо стоит рядом. Во время написания полотна отец уже был в отставке и тяжело болел. Возможно, поэтому настроение в картине печальное, подавленное. Мать изображена с корзинкой в руке, берёт клубки. Разноцветные нити и голубые ленты чепчика матери — самые яркие цвета среди темноватых, серых и чёрных красок полотна.